# Louis Leprince-Ringuet
Pour les articles homonymes, voir Leprince-Ringuet.
Louis Leprince-Ringuet, né le 27 mars 1901 à Alès et mort le 23 décembre 2000 à Paris, est un physicien, ingénieur en télécommunications, historien des sciences et essayiste français.

## Biographie

### Famille
Louis Marie Edmond Leprince-Ringuet, est le fils de Félix Leprince-Ringuet, directeur de l'École des mines, et de Marie Stourm, le petit-fils de René Stourm, de l'Institut, ainsi que l’arrière-petit-fils du sculpteur Victor Paillard, de l’ingénieur Charles Lefébure de Fourcy  et de l’homme politique Augustin African Stourm, le neveu de l’homme politique Charles Stourm , et le cousin germain de l’archevêque René-Louis Stourm.Une partie de sa famille est aussi émoulue de Polytechnique : Félix-Adrien-Louis Leprince-Ringuet (X 1892 ; père ; 1873-1958), Henri-René-André Leprince-Ringuet (X 1899 ; oncle ; 1878-1961), Jean-Marie-Gabriel Leprince-Ringuet (X 1923 ; frère ; 1904-1992).
Il se marie en 1929 avec Denise Paul-Dubois, petite-fille du sculpteur Paul Dubois et d'Hippolyte Taine. Devenu veuf après sept mois de mariage, il se remarie avec Jeanne Motte la même année. Ils auront ensemble sept enfants, dont Dominique Leprince-Ringuet qui se tuera en 1966 lors de l'ascension du mont Huascaran au Pérou.
Pendant la deuxième guerre mondiale, sa propriété de campagne abrite des paras en transit. Dénoncées sa femme et une amie sont arrêtées. Il va à la Gestapo, décline ses titres, et se propose en échange. Sa femme est libérée,son amie survit à Ravensbrück.
Louis Leprince-Ringuet est inhumé au cimetière de Courcelles-Fremoy ,après la messe qui se déroula à l’Église Saint-Germain-des-Prés le mercredi 27 décembre 2000.

### Études
Louis Leprince-Ringuet est élève successivement au Collège Saint-Joseph à Arras,au Lycée Henri-Poincaré à Nancy, au Collège Stanislas  et au Lycée Louis-le-Grand à Paris. Il est élève à l'École polytechnique (X1920N, sorti 28e en 1922 sur 205 élèves). Il poursuit ses études à Supélec de 1920 à 1923, puis à Télécom Paris (promotion 1925, année de sortie), avant de devenir ingénieur au Service des câbles sous-marins.Il est docteur ès sciences en 1933.
Il fait ses études secondaires au collège Stanislas avec Jacques Lacan, qui lui communique son sens aigu du canular. En classe de philosophie, durant l'année 1917-1918, il conçoit avec un vif intérêt l'enseignement de Jean Baruzi (avec lequel il noue plus tard des liens d’amitié), auteur d'une thèse sur Jean de la Croix, ayant une conception de l'étude des religions orientée vers l’étude scientifique, historique et comparative. Baruzi avait une proximité avec Étienne Gilson, Alexandre Koyré et Henry Corbin et, se situant dans le courant de pensée issu de la création en 1886 de la section des sciences religieuses de l’École pratique des hautes études (EPHE). Baruzi s'intéresse également à Leibniz, Saint Paul et Angelus Silesius.

### Physicien, chercheur et enseignant

#### Carrière Universitaire
À partir de 1929, Louis Leprince-Ringuet travaille avec Maurice de Broglie au laboratoire de physique des rayons X. C'est grâce à ce dernier — qu'il qualifie plus tard de « père spirituel » — qu'il commence à travailler sur ce qui devient sa spécialité, la physique nucléaire. Il crée son propre laboratoire de physique nucléaire,,.
Il devient professeur à Polytechnique, succédant à Charles Fabry parti à la retraite en 1935. À la place des visites, il propose d'aller voir son expérience à Bellevue. Certains visiteurs, malgré ses mises en garde, restent collés à l'aimant par le contenu de leurs poches: Umbdenstock,
professeur d'Architecture, par des pièces, et Alfred-Marie Liénard, Directeur des Mines, par ses clefs. Jacques Hadamard et Jean Becquerel diffèrent sur le poids à attribuer aux compétences scientifique et pédagogique. Ce dernier confère un primat à l'excellence scientifique. C'est ainsi que Leprince-Ringuet devient professeur à Polytechnique entre 1936 et 1969. Il est professeur au Collège de France, succédant à Frédéric Joliot-Curie entre 1959 et 1972,,.En 1972, il sera remplacé à l’école polytechnique par Bernard Gregory , et au collège de france par Marcel Froissart.
Édouard Daladier lui demande des propositions pour aider à développer la recherche parmi les grands corps d’ingénieurs de l’État. Le décret « Suquet » qui en découle, signé une semaine avant la déclaration de guerre, organise les détachements à long terme vers des laboratoires renommés. Cela servira ultérieurement pour asseoir ultérieurement l’épanouissement du CEA.
Sa grande qualité est de ne s’être jamais trompé sur les décisions importantes. En témoignent sa réorientation personnelle de la physique nucléaire vers le rayonnement cosmique et la reconversion complète de ses équipes vers les accélérateurs. Très attaché à la qualité de l’expérimentation, il soutient dans son laboratoire les initiatives de développement technique sans attacher trop d’importance aux préjugés théoriques. Chaque deux ou trois ans, il réunit les physiciens du laboratoire dans sa propriété à Courcelles-Frémoy en Bourgogne. On y fait le point des activités récentes et surtout on y discute des futurs projets.
Louis Leprince-Ringuet développe son laboratoire en attirant des physiciens d’origines très diverses, des élèves de l’École polytechnique ou de l’École normale, mais aussi de l’école des Mines ou de l’Université. Acquis à l’efficacité du travail en équipe lors de sa participation aux Équipes sociales d’après-guerre, il soutient avec détermination les groupes de chercheurs qui se forment dans les laboratoires de montagne ou auprès des chambres à bulles. Ses collaborateurs auront des carrières diverses.
En 1958, il obtient la nomination d'un 3e professeur de physique à Polytechnique : Bernard Gregory. L’objectif est de casser le monolithisme de chaque chaire pour réaliser un vrai département scientifique. Ce modèle sert à d’autres disciplines :économie, biologie. Il collabore là-dessus avec Laurent Schwartz. Son projet pour Polytechnique est un grand centre de recherches pluridisciplinaire comme elle l’est devenue sur le plateau de Saclay. Il se heurte aux responsables de Polytechnique en proposant une réforme de l'enseignement élaborée avec ses étudiants. En 1968, une loi est voté à la sauvette pour supprimer le corps des professeurs à polytechnique, qui lui retire sa chaire en 1969. La décision est cassée en 1972 par le tribunal administratif. Dans la crainte de voir entraîner le laboratoire dans cette querelle, tous les physiciens unanimes signent une pétition pour demander au ministre de la Défense de maintenir en place le directeur.Louis Leprince-Ringuet est maintenu comme directeur du laboratoire.
À partir de 1949, il est membre de l'Académie des sciences. Il est membre du Comité du Commissariat à l'Énergie Atomique (1945-1951), puis de 1951 à 1971, commissaire à l’Énergie atomique,,. Il est membre du 8e Conseil International de Physique Solvay (1951), puis à partir de 1951 et jusqu'en 1974 de son comité permanent,. Il est président de la 2e Conférence Internationale des Nations Unies sur les utilisations pacifiques de l'Énergie Atomique, Genève (1958),. Il est membre (1954-1974), vice-président (1956-1964), président du Comité des directives scientifiques de l’Organisation européenne pour la recherche nucléaire(1964-1966),.Il est le fondateur du groupe X-Nucléaire en 1959.
Il est l’un des premiers membres du Comité national français des recherches arctiques et antarctiques, à sa création en octobre 1958, tous les autres membres sont issus de l'Académie des sciences avec Charles Maurain, Pierre Lejay, André Danjon, Pierre-Paul Grassé, Paul Fallot, et Pierre Tardi.
Il obtient de nombreux titres de reconnaissance par ses pairs tels que plusieurs prix de l'Académie des sciences et de la Société française de physique (prix Félix-Robin 1942). Il est président de la Société française de physique pour 1956,,. Il se définit lui-même comme physicien expérimentateur et accorde une grande importance à l'expérimentation.

#### Travaux Scientifiques
Entre 1929 et 1934 : Réalisation d’un amplificateur proportionnel pour l’étude des transmutations nucléaires : réactions nucléaires dues aux particules, réactions dues aux neutrons.
Pierre Auger l'entraîne en 1933 vers une expérience destinée à mesurer l'effet de la latitude sur ce rayonnement : elle est installée à bord d'un cargo allant de Hambourg à Buenos Aires, et apporte la preuve que les cosmiques primaires sont en majorité chargés positivement. Entre 1934 et 1938 il réalise des travaux se rapportant au rayonnement cosmique : tout d’abord, expérience avec sélecteurs à coïncidences et compteurs d’électrons sur l’effet de latitude des rayons cosmiques, puis séparation des composantes principales de ce rayonnement et étude de leurs propriétés (avec Pierre Auger et Paul Ehrenfest. Il monte des chambres de Wilson dans l'aimant de Bellevue à Meudon.Un soir, une particule dépassant 20 GeV y est détectée. Par collisions entre muons et électrons, le rapport des masses entre ces particules est mesuré comme valant  240. Puis réalisation de grandes chambres de Wilson commandées par compteurs et utilisées conjointement avec le champ magnétique de l’électro-aimant de l’Académie des sciences. Recherches sur les effets secondaires des rayons cosmiques et premières observations sur l’excès positif des particules pénétrantes : spectre d’énergie des mésons, mesure de la masse des mésons (avec Jean Crussard, Serge Gorodetzky, E. Nageotte, Robert Richard-Foy).
Entre 1938 et 1958, il réalise l’extension des recherches dans des centres de montagne, en particulier création du laboratoire de l’aiguille du Midi de Chamonix (avec Paul Chanson). Dans ce laboratoire du Centre national de la recherche scientifique des travaux se poursuivent avec une installation de Chambre à brouillard avec champ magnétique et compteurs d’électrons.
Dans la quête du méson nucléaire, Leprince-Ringuet découvre une particule beaucoup plus massive en 1941. L'existence de cette particule est mise en doute, jusqu'à la confirmation de l'existence du méson K+ par George Rochester (en) et Clifford Butler (en) en 1947,.
Plus récemment une installation comportant deux très grandes chambres de Wilson superposées est établie au pic du Midi de Bigorre, dans les Pyrénées (avec Rafael Armenteros, André Astier, Bernard Grégory, André Lagarrigue, Francis Muller, Charles Peyrou), et fonctionne de façon continue pendant six ans : l’étude principale se rapportant aux mésons lourds du rayonnement cosmique dont une première observation a été effectuée par Louis Leprince-Ringuet et Michel Lhéritier, en 1943. Parmi les divers types de ces mésons, le K m qui est le plus abondant et se désintègre en un méson m et un neutrino est découvert par le groupe du pic du Midi en 1953 et ses principales caractéristiques ont été complètement déterminées.
Dans le laboratoire de Paris, enfin, un groupe étudie les rayons cosmiques par le moyen des émulsions photographiques nucléaires irradiées à grande altitude (avec Jean Crussard, V. Fouché, James Hennesy, P. Hoang, Louis Jauneau, G. Kayas, A. Lecourtois, Bernard Aubert. Paul Musset, Violette Brisson, Jean Badier, Patrick Fleury, Pierre Petiau, Henri Videau, Ung Nguyen Khac, Jean-Jacques Veillet, Daniel Morellet). Les particules étranges sont spécialement étudiées.
D’autres recherches sur les interactions nucléaires de très grande énergie y sont également poursuivies en liaison avec le centre de Berkeley.
En 1953, il invente le terme « hypéron » pour désigner les particules plus lourdes qu'un nucléon,.
Depuis 1958, les centres de montagne sont progressivement abandonnés et le laboratoire se transforme pour travailler directement avec les grands accélérateurs de particules qui apparaissent en Europe : celui de Saclay et celui de Genève au Centre européen de la recherche nucléaire. Les groupes de l’École polytechnique avaient entrepris dès 1957 la réalisation de grandes chambres à bulles pour la détection des particules fournies par les grands synchrotrons. Une première série de chambres à bulles à propane et liquides lourds esr construite sous la direction de A. Lagarrigue : 300 000 photographies sont prises à Saclay en 1959 et 1960, puis la plus grande chambre esr transportée à Genève auprès du synchrotron du CERN : plus de 4 millions de photos d’interactions nucléaires, produites par des protons, mésons m, mésons K de toutes énergies sont prises de 1960 à 1965 et distribuées dans les principaux laboratoires européens. Par ailleurs, sous la direction de Bernard Grégory, une chambre à bulles à hydrogène de 80 cm, construite par le département Saturne de Saclay, fonctionne à Genève depuis le printemps 1961, en utilisant des mésons p et K et également les antiprotons. Cette chambre alimente, par plus de 5 millions de photographies, l’activité scientifique des laboratoires européens de physique des particules.
L’ensemble des deux laboratoires de Louis Leprince-Ringuet (École polytechnique et Collège de France) groupe environ deux cents personnes, dont une quarantaine de docteurs ès sciences.
L’École polytechnique lui a rendu un hommage particulier le 3 avril 1997 lors du dépôt de ses archives à la bibliothèque de l’École Polytechnique,,.

### Écrivain et vulgarisateur
Dès 1933, il écrit un ouvrage sur les « transmutations artificielles » , son expérience de la recherche et des hommes par l’écrit, et cela donna un livre irremplaçable en 1956 « Des atomes et des hommes ». Les contradictions de notre société éclatent avec des livres comme « Le Grand Merdier ou l’époux pour demain », «  la Potion magique », « Les Pieds dans le plat ».Il se veut être « la voix des sans voix », et y réussi, sans souci de déplaire à quiconque.Son dernier livre « Foi de physicien !Testament d’un scientifique. » reçoit en 1996 le prix du livre Âge d’or. Il est lauréat du prix littéraire Ève-Delacroix en 1958.
Louis Leprince-Ringuet est élu membre de l'Académie française en 1966. A l’Académie  on le range parmi les modernes, et pourtant, à la séance de rentrée 2000, il annonce qu’il ne viendra plus siéger d’ici ses 100 ans.
Conférencier passionné et passionnant, où il partage avec le public ses idées et ses convictions notamment en animant sur la première chaîne de télévision un Quart d'heure de 1967 à 1969,.

### Activités dans la société
Juste après la première guerre mondiale, il travaille aux Équipes Sociales de Robert Garric. C’est là qu’il rencontre des ouvriers, notamment un technicien des plus doués, « Gégène »,qu’il considère comme des véritables amis, malgré un milieu d’origine et un parcours intellectuel totalement différents, qui participent à la vie de son laboratoire depuis sa création.
Il appuie Robert Oppenheimer contre le maccarthysme ce qui lui vaut une longue interdiction de séjour aux États-Unis.Il est le cofondateur de L’Association française du Mouvement Pugwash en 1964 avec d’autres personnalités parmi lesquelles :Antoine Lacassagne, Jules Moch, Francis Perrin, Bernard Gregory, Alfred Kastler, Jean-Jacques Salomon, Étienne Bauer, Georges Charpak, Herbert Marcovich, Raymond Aubrac, Bertrand Goldschmidt, Léo Hamon et André Lwoff.
L’homme de foi admire la beauté,la complexité, la logique, derrière lesquelles il voit un Auteur. Catholique pratiquant, il réfléchit beaucoup aux relations entre la science et la religion. Selon lui, la science a pour but, par l’exercice de l’intelligence, d’atteindre à des certitudes : la foi présuppose l’existence des vérités , qu’il trouve par le message du Christ « Ecce hommo ».De 1949 à 1966, il préside l'union catholique des scientifiques français, section du centre catholique des intellectuels français (CCIF).
De 1971 à 1983, Louis Leprince-Ringuet préside également les Jeunesses musicales de France. Son engagement enthousiaste en faveur de l'Europe, notamment le CERN crée en 1954, l’amène à devenir président de l'Organisation française du Mouvement européen, fondé par Jean Monnet et Robert Schuman, de 1974 à 1990 à la suite de Gaston Deferre,et président d’honneur du Mouvement européen des Yvelines (section Jean-Monnet),. Il est membre du Haut Comité de l’Environnement de 1976 à 1979. Il est président de la Fondation Fredrick Rosing Bull de 1983 à 1996,, et de la  Société d’encouragement au progrès (1986-1991),.
La Fondation Louis Leprince-Ringuet, aujourd'hui intégrée à la fondation Mines-Télécom, avait pour but de promouvoir la recherche et l'enseignement de Télécom Paris.
Louis Leprince-Ringuet est également connu pour ses appels à la censure. En 1975, il fait saisir par la justice les exemplaires du numéro 41 de La Gueule ouverte, journal écologiste militant qui lui reprochait son activisme pro-nucléaire. Il est alors régulièrement caricaturé par des journaux contestataires ou satiriques comme La Gueule ouverte, Charlie Hebdo et Mormoil. En avril 1975, sur le même sujet, il demande l'interdiction de la diffusion de l'émission télévisée "Les atomes nous veulent-ils du bien ?".
En 1983, à la tête du « Comité pour le respect des consciences à la télévision » de tendance catholique traditionaliste, il s'associe au cardinal Lustiger et à une partie de la presse catholique pour attaquer la liberté de ton des humoristes à la télévision,. Sont particulièrement visés Le Petit Rapporteur de Jacques Martin et Pierre Desproges. Il devient ensuite une cible récurrente de Pierre Desproges dans ses chroniques.
Louis Leprince-Ringuet s’intéresser activement a la fin de sa vie à deux œuvres se consacrant aux plus malheureux des hommes, les handicapés et ceux que hante la volonté d’en finir avec la vie.

### Violon d’Ingres
On peut aussi citer ses passions pour deux autres domaines où son talent était reconnu : la peinture et le tennis .

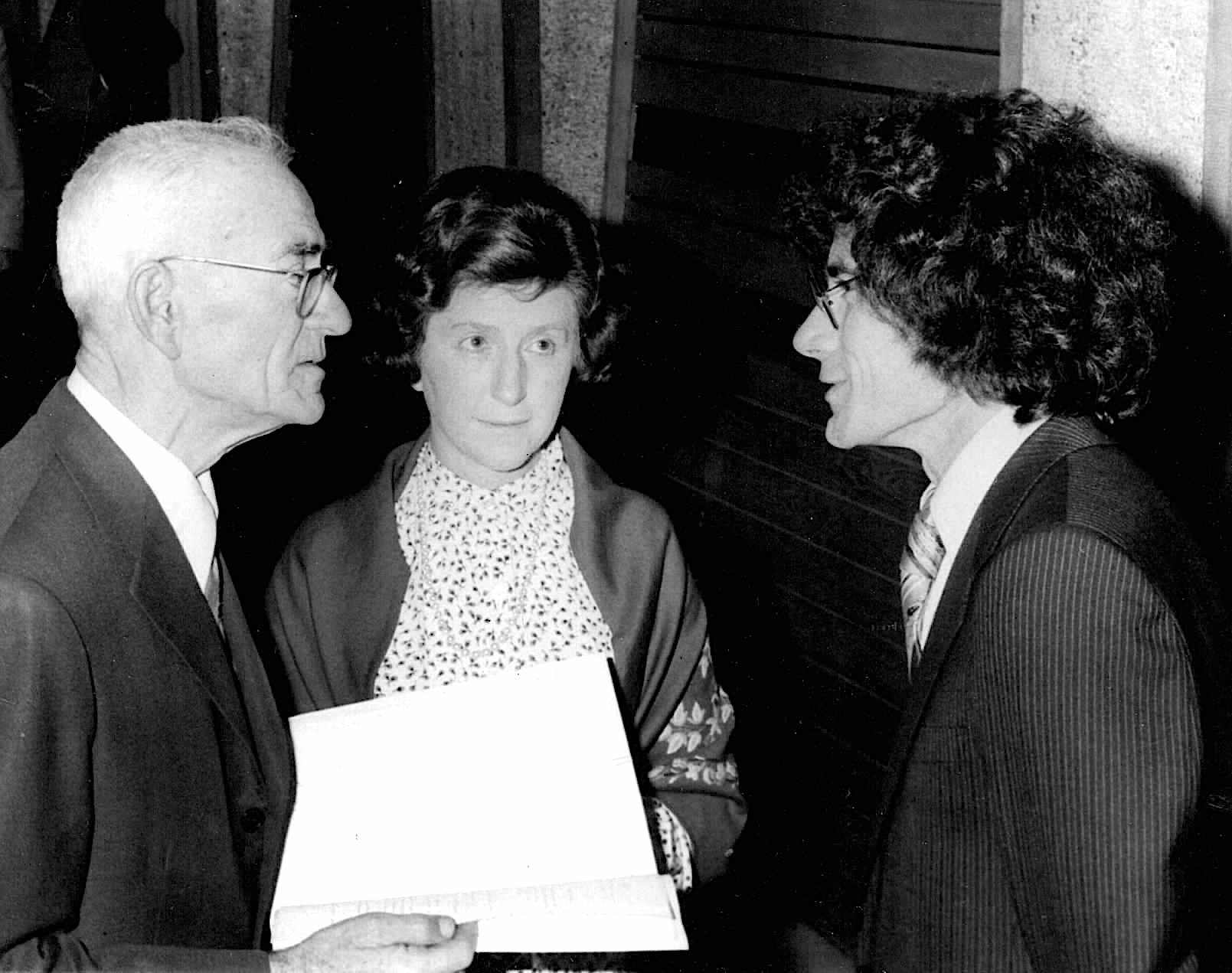
Louis Leprince-Ringuet (à gauche) avec Geneviève Meurgues et André Langaney en 1978.

Il suit l’enseignement de la peinture auprès de Maurice Denis et de George Desvallières dans les Ateliers d'art sacré rue de furstenberg pendant sa scolarité dans les écoles d’applications de Supelec et de Télécom Paris. la prédilection du peintre pour des paysages de banlieue, pour des maisons lépreuses, était probablement le reflet de son souci des fraternités humaines.Ses tableaux sont présentés à de nombreuses expositions à Paris, notamment  à la galerie de Katia Granoff, en 1959, 1960, 1962, 1965, 1969, 1971, 1972, 1974, 1975, 1977,1979, 1982, 1985, à Bordeaux (1966 et 1972), Cannes (1977), Clermont-Ferrand, Genève, Honfleur, Montpellier (1967),Abbaye de Payerne Saint-Tropez, Sauve (1967) etc.,,,,.Plusieurs tableaux de Louis Leprince-Ringuet sont exposés au Musée du colombier à Alès. Il est président-fondateur de Arplastix,..
Il pratique régulièrement le tennis grâce à un de ses camarade de promotion de polytechnique, Jean Borotra, qui est plus assidu sur l'unique court de tennis de l'école (alors en plein Paris) qu'en cours. Louis Leprince-Ringuet arrive même à remplacer Jean Borotra, lors des examens, car ce dernier est parti disputer un tournoi en Belgique sous le pseudonyme d'Ortabor (anagramme transparent de Borotra),,.
Fumeur de pipe, il attribuait sa longévité à sa consommation quotidienne de pommes.

## Distinctions et hommages

### Distinctions
Le 21 mars 1949, il est élu membre de l’Académie des Sciences (section de physique), au fauteuil de Marcel Brillouin. Élu, le 13 janvier 1966, membre de l’Académie française, au fauteuil du général Maxime Weygand (35e fauteuil). Il est président de l’Institut de France pour le 3e trimestre 1977.
Il est membre  de l'American Philosophical Society (Philadelphie) membre de l'Academie des sports (1976), membre de l’Académie des Lyncéens (Rome), membre de l'Académie pontificale des sciences (Rome), membre de l'Académie royale des sciences de Suède (Stockholm).
Il est élu membre non résidant de l'Académie de Nîmes le 23 janvier 1971,
Il est Docteur honoris causa des Université de Louvain, Université de Liège, Université de Dublin et de l’Université d’Uppsala.
Il reçoit la grande médaille d'or avec plaquette d'honneur de l'association Arts-Sciences-Lettres.Il a reçu en 1972 la Grande médaille d'or de la Société d'encouragement au progrès.Il a reçu le Prix Ève-Delacroix (1958).

### Décorations
- Grand officier de la Légion d'honneur
- Grand-croix de l'ordre national du Mérite[43]
- Commandeur des Palmes académiques[44]
- Chevalier dans l'Ordre du Mérite postal par décret du 15 janvier 1954[45],
- Médaille de la Société d'Encouragement au Progrès (Grande médaille d'or en 1972)[42].

### Odonymie
Il existe un boulevard à Le Mans, des rues à Brest, Marseille, Châlons-en-Champagne, Châtellerault, Le Lion-d'Angers, Limoges, Montbéliard, et Voiron.
Son nom a été donné à deux collège à La Fare-les-Oliviers (Bouches du Rhône) et  à Genas (Rhône), une école primaire à Cavaillon (Vaucluse) et à une école maternelle à Alès (Gard). Le Laboratoire Leprince-Ringuet, qu'il a fondé en 1936, a également été nommé en son honneur en 2002, étant auparavant connu sous le nom de Laboratoire de physique nucléaire des hautes énergies (LPNHE-X).

### Arts
Aleth Guzman-Nageotte grave en 1968 une médaille en bronze pour la Monnaie de Paris.
Le 8 mars 2002 est inauguré à Alès une statue de Louis Leprince-Ringuet sculptée par sa petite fille Guillemette de Williencourt.
Il est également mentionné de façon critique mais assez transparente dans la chanson Alligators 427 d'Hubert-Félix Thiéfaine, écrite vers 1975 et publiée en 1979. Le chanteur, qui évoque longuement les centrales nucléaires et la peur du cancer écrit : « sur mon compteur électrique, j'ai le portrait du Prince Ringard ».

## Publications

### Ouvrages
- 1931: « L'amplificateur à lampes et la détection des rayons corpusculaires isolés » (BNF 45885994)
- 1933 : Les Transmutations artificielles (Hermann) (BNF 32375119)
- 1934 : « L'étude et le contrôle des huiles de graissage par la mesure des tensions interfaciales huile-eau » (Gauthier-Villars), 25p. (BNF 44026845)
- 1934 : Rayons cosmiques : aspect des phénomènes et méthodes expérimentales (Hermann), préface de Maurice de Broglie (BNF 32375115)
- 1936: « Recherches sur l'interaction avec la matière des particules de très grande énergie  : électrons d'origines diverses et particules du rayonnement cosmique » Masson (BNF 32375118)
- 1937 : Cours de physique de l'École polytechnique (avec révisions annuelles) (École polytechnique) (BNF 45881491)
- 1945: :"Les rayons cosmiques: les mésons", préface de Maurice de Broglie, Paris, Albin Michel , collection Sciences d'aujourd'hui, 373p., nouvelle édition en 1949 dans la même collection avec le titre :Les rayons cosmiques: les mésotons (BNF 32375116)
- 1948: Structure des atomes et énergie atomique 144p, Hermann (BNF 33614656)
- 1952 : Les Inventeurs célèbres (en collaboration avec son père, Félix Leprince-Ringuet)(Mazenod). (BNF 33438351)
- 1956 : Des Atomes et des hommes (Fayard) (BNF 45883235)
- 1957 : Les Grandes Découvertes du XXe siècle (en collaboration) (Larousse)(BNF 33030317)
- 1959 : Cours de physique nucléaire au Collège de France (cours publié chaque année par le laboratoire du Collège de France)(BNF 33077255)
- 1962 : collection de vulgarisation « Le Bilan de la Science » (direction de cette collection), Fayard, (BNF 37332339)
- 1965 : La Science contemporaine. Les Sciences physiques et leurs applications (en collaboration, 2 tomes) (Larousse) (BNF 33170192)
- 1968: L'Homme et l'atome ( en collaboration avec Werner Heisenberg,Marie Ossowska, Emmanuel d'Astier de la Vigerie, Daniel Bovet,Marc Boegner et le révérend père Dubarle), Editions de la Baconnière, 368p. (BNF 41654895)
- 1973 : Science et Bonheur des hommes (Flammarion) (BNF 35190227)
- 1976 : Leprince-Ringuet -- Le bonheur de chercher, interview par Jean Puyo, Le centurion,  (ISBN 2-7654-0142-X) (BNF 34576712)
- 1978 : Le Grand Merdier ou l'espoir pour demain ? (Flammarion)(BNF 34591815)
- 1979: « La Science en clair » (direction de publication), Hachette (BNF 34227536)
- 1981 : La Potion magique (Flammarion) (BNF 34684749)
- 1982 : L'Aventure de l'électricité (Flammarion) (BNF 34737897)
- 1985 : Les Pieds dans le plat (Flammarion) (BNF 34778413)
- 1991 : Noces de diamant avec l'atome (Flammarion) (BNF 35418354)
- 1996 : Foi de physicien (Bayard) (BNF 35817813)[50]

### Préfaces
- 1949: cours de radioélectricité de Maxime Barroux, 2 volumes, Eyrolles (BNF 31767289)
- 1953: Aperçus de l’électronique française de Robert Mallet, éditions de l’Ouest, 103 p.(BNF 32412093)
- 1954: la physique du noyau atomique de Werner Heisenberg, traduction de Charles Peyrou, Éditions Albin Michel, 215 p. (BNF 32232908)
- 1957: Introduction à la physique nucléaire de David Halliday, traduit par Robert Barton, Éditions Dunod, 467 P.(BNF 32218171)
- 1958: L'Atome pour ou contre l'homme du chanoine Bernard-Joseph Lalande, Éd. Pax Christ, 357p.(BNF 33937919)
- 1959: Physique de base pour biologistes, médecins, géologues, S.P.C.N., P.C.B., C.E.S. de physique expérimentale de Louis lliboutry, Éditions Masson, 368p(BNF 33081533).
- 1972: Maurice de Georges Decotter,the Mauricius printing, 257 p. (BNF 35261911)
- 1972: S.O.S. pour la planète terre, message écologique à tous les enfants du monde de Giancarlo Masini et Alessandro Pacini, Éditions R.S.T, 49p. (BNF 35137808)
- 1973: Encyclopédie pour les jeunes sous la direction d’Albert Demazière éditions crémille (BNF 35124050),(BNF 35127151),(BNF 35109144),(BNF 35119047) et (BNF 35128919)
- 1974: nouveau court traité de philosophie de Denis Huissman, Éditions Fernand Nathan, 351 p. (BNF 34699817) et (BNF 34699818)
- 1978: L'Europe ou 3000 ans d'espoir de Jacques Chabannes, Éditions France-Empire, 286 p. (BNF 34604726)
- 1980: voix sans issue de Henri Duclos, subervie, 127p (BNF 34659864)
- 1984:l’itinéraire intellectuel d’un physicien japonais de Hideki Yukawa, Belin,223p (BNF 34777862)
- 1985: l’univers ou l’astronomie moderne pour tous, de Robert Tocquet, Godefroy/Reeuille ,2volumes,671p (BNF 36634463)
- 1987: Rolland Garros, soixante ans de tennis de Gérard Marchandier, la manufacture,188p (BNF 35011764)
- 1988: Aix-en-Othe  : la mémoire d'une commune de l'Aube par l’ Association pour la renaissance du passé aixois, ARPA, 351p. (BNF 35411604)
- 1994:le Collège Stanislas : deux siècles d’éducation par Georges Sauvé, éditions patrimoines et médias, 445p (BNF 35710256)
- 2000: A ciel ouvert d’Edmond Reboul, les presses du midi, 129p (BNF 37113815)[50]

## Discographie
- 1962:louis Leprince-Ringuet, la science: contemplation et prise de possession du monde, Paris : Dunod, Collection : Français de notre temps: 10, 1 disque : 33 t ; 17 cm, Référence(s) commerciale(s) : Disques culturels français 10FT62 (BNF 37861597)
- 1977: Radioscopie de Jacques Chancel avec Louis Leprince-Ringuet, Cassette Radio France (BNF 38079012)
- 1989: L'univers, pourquoi ? Pour qui ? entretien dialogué de Pierre Leroy et Louis Leprince-Ringuet, Didakhè éditeur commercial, distribution Cnai, (BNF 38171494)
- 1999: entretiens d’Émile Noël en 1972 avec Louis leprince-ringuet,3 CD, Institut national de l’audiovisuel (BNF 38576093),(BNF 38576098),(BNF 38584435)[50]

## Filmographie
- 1958: Trente minutes avec Julius Robert Oppenheimer, réalisation de Jean-Christophe Averty, Institut national de l’audiovisuel, 1 cassette vidéo VHS , 33 minutes (BNF 38491659)
- 1968: le dossier du cœur réalisé par Gérard Chouchan, avec Jean Hamburger,  Jean Bernard, Charles Dubost, François Lhermitte, 1 cassette vidéo vhs 35 minutes, institut national de l’audiovisuel distribution, (BNF 38491428)
- 1975: quatre savants, une sciences, rélisé par Roger Kahane, avec Jean-François Denisse, Bernard d’Espagnat, André Lichnerowicz, Institut national de l’audiovisuel, collection  un certain regard , 1 cassette vidéo VHS 50 minutes et 1 cassette vidéo vhs 38 minutes (BNF 38491551) et (BNF 38491552)
- 1978: Louis Leprince-Ringuet a joué son propre rôle dans Pauline et l'Ordinateur, le film de Francis Fehr[51].
- 1978: Louis Leprince-Ringuet,un savant dans la mêlée, Réalisation de Raymond meunier, Institut national de l’audiovisuel,1 cassette vidéo VHS, 56 minutes  (BNF 38491679)
- 1984: les années particulaires réalisées par Jean-François Dars et Anne Papillault, avec Hélène Langevin-Joliot, Pierre Auger, Francis Perrin,Ugo Amaldi, Carlo Rubbia, CNRS audiovisuel, 1 cassette vidéo vhs, 22 minutes 30s. (BNF 38486754)
- 1996: Louis Leprince-Ringuet, un physicien dans le siècle,réalisation de Eusebio Serrano, scénario de Jean Druon,coproduction  France 5 et Culture  production , 1 cassette vidéo VHS, 1 h  (BNF 38491298),[52].
- 1997:tous centenaires: le vieillissement,réalisation de Jean-Jacques Amsellem, La Marche du siècle , présenté par Jean-Marie Cavada, avec Noëlle Châtelet et Bernard Forette, France 3, 1 cassette vidéo VHS 1h44min23s  (BNF 38364612)
- 1997 : Rencontre avec Louis Leprince-Ringuet, science et croyance / XIIIe festival Science Frontières, Cavaillon, 23-27 Janvier 1996, Arcueil : Sciences frontières distribution, 1 cassette vidéo vhs 1h 05 min (BNF 38368142)
- 1997 : L'extraordinaire aventure de l'électricité ,réalisation de Michel Sibra , coproduction d’Électricité de France et de Radio days 1 cassette vidéo vhs 24 minutes (BNF 38363741), 1 cassette vidéo vhs 25 minutes (BNF 38363732), 1 cassette vidéo vhs 24 minutes (BNF 38363743) ,1 cassette vidéo vhs 25 minutes (BNF 38363735), 1 cassette vidéo VHS 25 minutes (BNF 38363746) et 1 cassette vidéo vhs 26 minutes (BNF 38363747)
- 2000: la quatrième force, réalisée par Eusebio Serrano, scénario de jean FRBNF38363747 Druon, avec André Rousset, Georges Charpak, Martinus veltman,Hubert Reeves,culture production, 1 cassette vidéo VHS 26 minutes (BNF 38510733)[50]

## Liens entre les membres de la famille
- Paul François Martin Pierre Leprince (10 novembre 1761 à Laval -  10 juin 1820) x le 26 mai 1788 à Laval[Lequel ?] Jeanne Jarry (1771-1840)
  - Auguste Émile Leprince-Ringuet (25 mai 1801 à Laval - 4 mars 1886 à Paris 8e) x le 19 septembre 1835 à Valognes Marie Félicité Marcotte (1819-1892)
    - Paul Émile Leprince-Ringuet (3 août 1841 à Paris 8e - 11 août 1900 à Pougues-les-Eaux) x le 9 décembre 1873 à Paris 8e Gabrielle Beauvalet (1856-1909)
      - Pierre Émile Leprince-Ringuet (1874-1954) x Marie-Louise Vatry (1880-1952)

    - Edmond Adrien Leprince-Ringuet (1845-1929 x 1872 Marie Anne Michèle Paillard (1851-1938), fille de Victor Paillard,
      - Félix Adrien Louis Leprince-Ringuet (1873-1958) x 1900 Renée Marie Berthe Stourm (1876-1956), tertiaire de Saint-François, fille de René Stourm, petite-fille de Charles Lefébure de Fourcy
        - Louis Leprince-Ringuet (1901-2000) x le 13 avril 1926 Denise Paul-Dubois-Taine (1902-1926) , petite-fille de Paul Dubois et d’Hippolyte Taine puis xx le 6 mai 1929 Jeanne Motte (1905-1990)
          - Francois Leprince-Ringuet (1938-    ) x  Geneviève Noël

        - Jean Marie Gabriel Leprince-Ringuet (5 avril 1904 à Arras - 26 février 1992 à Boulogne-Billancourt), polytechnique 1923, officier de l'ordre de la Légion d'honneur, x le 3 janvier 1929 à Meudon Suzanne Loiret (1905-1978)
          - René  Leprince-Ringuet x Thérèse Deldique
            - Antoine  Leprince-Ringuet x Anne Le Coutour
              - Grégoire Leprince-Ringuet (1987)

#### Bases de données et dictionnaires
- Ressources relatives à la recherche :   - La France savante
  - Mathematics Genealogy Project
  - Scopus
- Ressource relative à la littérature :   - Académie française (membres)
- Ressource relative aux beaux-arts :   - Bénézit
- Notices dans des dictionnaires ou encyclopédies généralistes :   - Deutsche Biographie
  - Munzinger
  - Treccani
  - Universalis
- Notices d'autorité :   - VIAF
  - ISNI
  - BnF (données)
  - IdRef
  - LCCN
  - GND
  - Japon
  - CiNii
  - Espagne
  - Belgique
  - Pays-Bas
  - Israël
  - NUKAT
  - Catalogne
  - Vatican
  - Australie
  - Croatie
  - Tchéquie